# Audyt bezpieczeństwa systemów informatycznych
Audyt bezpieczeństwa – szczegółowa kontrola połączona z analizą mająca na celu stwierdzić, czy system informatyczny i jego zabezpieczenia spełniają swoje funkcje.